# Cristoforo Munari

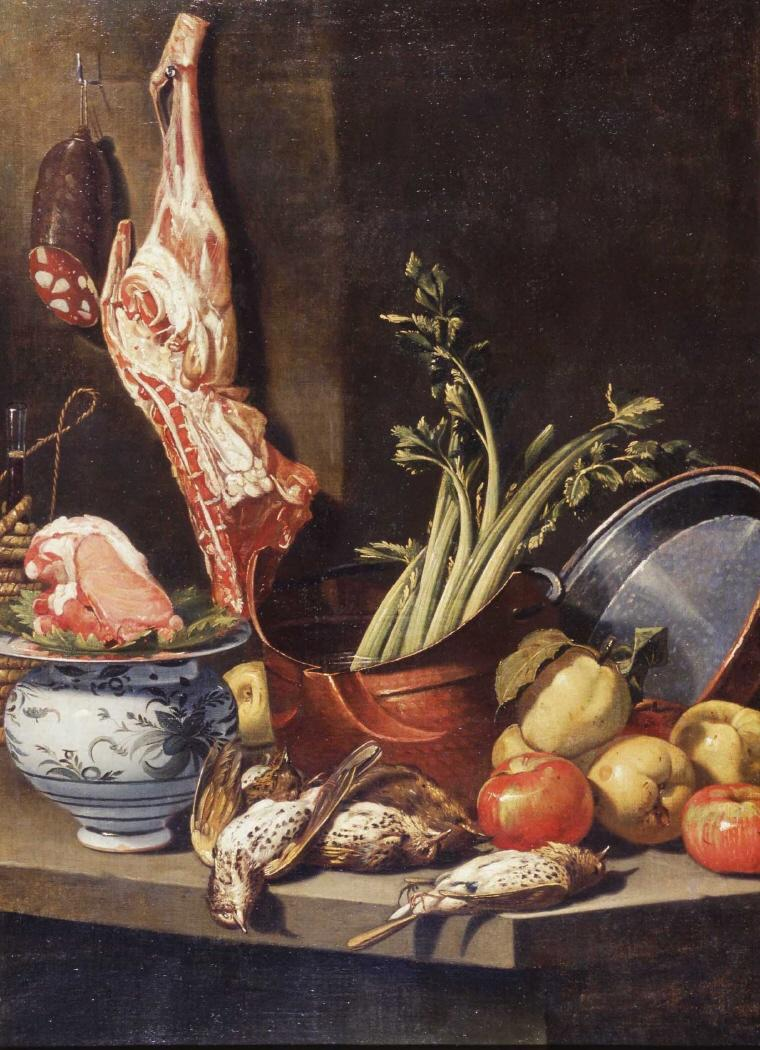
Bodegón de cocina, óleo sobre lienzo, 114 x 83 cm, Madrid, Museo Cerralbo.

Cristoforo Munari (Reggio Emilia, 1667 – Pisa, 1720) fue un pintor tardobarroco italiano especializado en la pintura de bodegones.

## Biografía y obra
Formado inicialmente en su ciudad natal, logró el patrocinio del duque de Módena Reinaldo III de Este. En 1703 marchó a Roma y poco más tarde a Florencia. Aquí trabajó para Cosme III y el cardenal Francisco María de Médici. Por fin, en 1715, se trasladó a Pisa, donde al parecer se ocupó exclusivamente en labores de restauración. 
Las naturalezas muertas de Munari, inicialmente sencillos bodegones de cocina enriquecidos tras su llegada a Florencia con piezas de cristal y porcelana e instrumentos musicales, se caracterizan por la precisión en la representación de los objetos, a la manera de los bodegonistas holandeses, los colores brillantes y la factura acabada.